# No Song Left Behind
No Song Left Behind è un album raccolta dei Rhino Bucket, uscito nel 2007 per l'Etichetta discografica Acetate Records.

## Tracce
1. Sights Too High – 4:08
2. Been There, Done That – 4:54
3. Nothing to Lose – 3:58
4. One Night Stand (live) – 4:18
5. Beat to Death Like a Dog (live) – 4:52
6. Hey There (live) – 4:15
7. Ride the Rhino (live) – 3:18
8. Train Ride (live) – 4:25
9. She's a Screamer (Demo) – 6:15
10. Rather Go Insane (Demo) – 4:23
11. Hand to Mouth (Demo) – 4:36
12. Scratch N' Sniff (Demo) – 3:58
13. Shot Down (Demo) – 4:07
14. One Night Stand (Demo) – 4:21
15. This Ain't Heaven (Demo) – 4:37

## Formazione
- Georg Dolivo - voce, chitarra
- Greg Fields - chitarra
- Reeve Downes - basso
- Liam Jason - batteria
- Simon Wright - batteria